# Ulmen
Ulmen là một đô thị ở phía tây nước Đức. Đô thị Ulmen có diện tích 28,62 km². Đô thị này thuộc huyện Cochem-Zell, bang Rheinland-Pfalz. Đô thị này tọa lạc ở phía nam Eifel, cự ly khoảng 15 km về phía đông bắc của Cochem. Ulmen là thủ phủ của Verbandsgemeinde ("đô thị tập thể") Ulmen.